# Park Inn Radisson Troytskaya (готель, Київ)
Готель «Park Inn Radisson Troytskaya» — 20-поверховий «чотирьохзірковий» готель у Києві. Один з найвищих готелів України.

## Історія
Готель був збудований 1989 року.
Розпорядженням уряду України 21 листопада 2011 року було розпочато приватизацію готелю для його реконструкції, готель був відданий фірмі «Юджин», було виділено 80 414 000 гривень для реконструкції будівлі в 2012 році. 
Згідно з проєктом реконструкції вікна готелю будуть замінено суцільним склінням. 
Відкриття після реконструкції відбулось у травні 2017 року.[джерело?]

## Характеристики
- Готель налічує 173 номери різної якості.
- У споруді знаходиться два ресторани і спорт-бар.

## Джерело
- Офіційний сайт готелю "Park Inn Radisson Troytskaya" [Архівовано 4 серпня 2018 у Wayback Machine.]